# Athens (Alabama)
Athens es una ciudad estadounidense del Condado de Limestone, Alabama. En el censo de 2020, su población era de 25 406 personas.

## Demografía
En el 2000 la renta per cápita promedia del hogar era de $ 33.980$, y el ingreso promedio para una familia era de 44.544$. El ingreso per cápita para la localidad era de 19.315$. Los hombres tenían un ingreso per cápita de 37.191$ contra 22.748$ para las mujeres.

## Geografía
Athens está situado en 34°47′23″N 86°58′10″O / 34.78972, -86.96944 (34.789602, -86.969424)..
Según la Oficina del Censo de los EE. UU., la ciudad tiene un área total de 39.42 millas cuadradas (102.10 km ²).